# Переходные процессы в электрических цепях

RC-цепь интегрирующего типа

Напряжение на конденсаторе в интегрирующей RC-цепи при подаче ступенчатого возмущения (функция Хевисайда) пр нулевом начальном заряде на конденсаторе

Перехо́дные проце́ссы — процессы, возникающие в электрических цепях при различных воздействиях, приводящих их из стационарного состояния в новое стационарное состояние, то есть, — при действии различного рода коммутационной аппаратуры, например, ключей, переключателей для включения или отключения источника или приёмника энергии, при обрывах в цепи, при коротких замыканиях отдельных участков цепи и т. д.
Например, при подключении разряженного конденсатора {\displaystyle C} к источнику напряжения {\displaystyle U_{0}} через резистор {\displaystyle R}, напряжение на конденсаторе меняется от 0 до {\displaystyle U_{0}} по закону:
{\displaystyle U_{c}(t)=U_{0}(1-e^{-t/\tau }),}
где {\displaystyle \tau =RC} — постоянная времени.
Физическая причина возникновения переходных процессов в цепях — наличие в них катушек индуктивности и конденсаторов, то есть индуктивных и ёмкостных элементов в соответствующих схемах замещения. Объясняется это тем, что энергия магнитного и электрического полей этих элементов не может изменяться скачком при коммутации (процесс замыкания или размыкания выключателей) в цепи. Иными словами, конденсатор не может запастись энергией мгновенно, а если бы мог, то для этого потребовался источник энергии бесконечной мощности.
Стандартные идеализированные воздействия при анализе отклика математической модели цепи — это ступенчатая функция Хевисайда и импульсная функция Дирака.
Переходный процесс в цепи описывается математически дифференциальным уравнением:
- неоднородным (однородным), если схема замещения цепи содержит (не содержит) источники ЭДС и тока;
- линейным (нелинейным) для линейной (нелинейной) цепи.

## Время установления в новое стационарное состояние
Переходные процессы могут продолжаться от долей наносекунд до нескольких лет. Продолжительность зависит от конкретной цепи. Например, постоянная времени саморазряда конденсатора с полимерным диэлектриком может достигать тысячелетия. Длительность протекания переходного процесса определяется постоянной времени цепи.

## Законы (правила) коммутации

### Первый закон коммутации
Ток, протекающий через индуктивный элемент {\displaystyle L} непосредственно до коммутации {\displaystyle i_{L}(0_{-}),} равен току, протекающему во время коммутации, и току через этот же индуктивный элемент непосредственно после коммутации {\displaystyle i_{L}(0_{+}),} так как ток в катушке мгновенно измениться не может:
{\displaystyle i_{L}(0_{-})=i_{L}(0)=i_{L}(0_{+}).}

### Второй закон коммутации
Напряжение на емкостном элементе {\displaystyle C} непосредственно до коммутации {\displaystyle u_{C}(0_{-})} равно напряжению во время коммутации, и напряжению на емкостном элементе непосредственно после коммутации {\displaystyle u_{C}(0_{+}),} так как невозможен скачок напряжения на конденсаторе:
{\displaystyle u_{C}(0_{-})=u_{C}(0)=u_{C}(0_{+}).}
При этом ток в конденсаторе может изменяться скачкообразно.

### Примечание
1. {\displaystyle t=0_{-}} — время непосредственно до коммутации;
2. {\displaystyle t=0} — непосредственно во время коммутации;
3. {\displaystyle t=0_{+}} — время непосредственно после коммутации.

## Начальные значения величин
Начальные значения (условия) — значения токов и напряжений в схеме при {\displaystyle t=0}.
Напряжения на индуктивных элементах и резисторах, а также токи, протекающие через конденсаторы и резисторы, могут изменяться скачком, то есть их значения после коммутации {\displaystyle t=0_{+}} чаще всего оказываются не равными их значениям до коммутации {\displaystyle t=0_{-}}.
Независимые начальные значения — это значения токов, протекающих через индуктивные элементы, и напряжений на конденсаторах, известные из докоммутационного режима.
Зависимые начальные значения — это значения остальных токов и напряжений при {\displaystyle t=0_{+}} в послекоммутационной схеме, определяемые по независимым начальным значениям из законов Кирхгофа.

## Методы расчёта переходных процессов
- Классический метод (решение дифференциальных уравнений с постоянными параметрами методами классической математики).
- Операторный метод (перенос расчёта переходного процесса из области функций действительной переменной (времени {\displaystyle t}) в область функций комплексного переменного, в которой дифференциальные уравнения преобразуются в алгебраические).
- Метод переменных состояния (составление и решение системы дифференциальных уравнений первого порядка, разрешенной относительно производных. Число переменных состояний равно числу независимых накопителей энергии).